# 石鹽
石盐（英語：Halite），又稱矿盐、岩盐，是食鹽的一种，是氯化钠（NaCl）的天然矿物形式。石盐是立方晶系晶体。石盐通常为无色或白色，但也可能为浅蓝色、深蓝色、紫色、粉红色、红色、橙色、黄色或灰色，具体取决于晶体中是否包含其他材料、杂质以及结构或同位素异常。它通常与其他蒸发岩矿床矿物一起出现，例如几种硫酸盐、卤化物和硼酸盐。石盐的英文名来源于古希腊语中的（háls，意為“盐”）。

## 發現

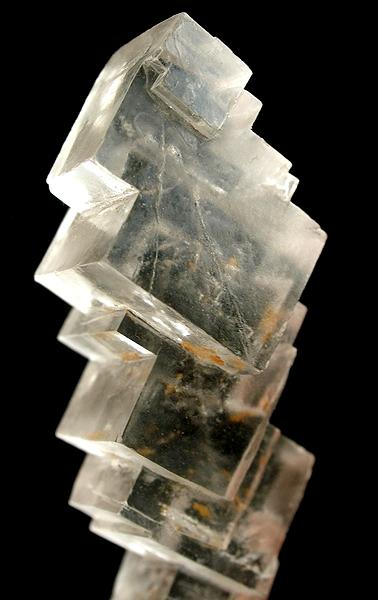
来自德国萨克森-安哈尔特州斯塔斯福特的钾盐矿床的石盐立方体（尺寸6.7 × 1.9 × 1.7 cm）

石盐主要存在于沉积岩中，由海水或咸湖水蒸发形成。包括石盐在内的大量沉积蒸发岩矿物床可能来自内流湖泊和受限海域的干涸。这样的盐层可能有数百米厚，位于广阔的区域之下。今天，在蒸发量超过降水量的地区，例如死谷国家公园恶水盆地的盐滩，石盐会出现在地表。
在美国和加拿大，广泛的地下礦床从纽约西部的阿巴拉契亚盆地延伸到安大略省的部分地区和密歇根盆地的大部分地区。其他矿床位于俄亥俄州、堪萨斯州、新墨西哥州、新斯科舍省和萨斯喀彻温省。克乌拉盐矿是巴基斯坦伊斯兰堡附近的一个巨大的石盐矿床。
盐丘是垂直的底辟或管状的盐块，由于上覆岩石的重量，它们基本上是通过岩層運動从下层盐层“挤压”出来的。除了石盐和钾石盐外，盐丘还含有硬石膏、石膏和自然硫。它们在德克萨斯州和路易斯安那州的墨西哥湾沿岸很常见，并且通常与石油矿床有关。德国、西班牙、荷兰、丹麦、罗马尼亚和伊朗也有盐丘。盐冰川存在于干旱的伊朗，那里的盐在高海拔地区突破了地表并流下山坡。在所有这些情况下，据说石盐的行为方式类似于固流体。

## 用途
盐在烹饪中被广泛用作增味剂，并用于腌制各种食物，如培根和鹹魚。它经常用于各种文化的食品保存方法。较大的碎块可以在盐磨机中研磨，或由筛子撒在食物上作为精制盐。
石盐也经常用于住宅和市政管理上融化積存的冰層。因为盐水的冰点低于纯水，因此将盐或盐水放在低于0 °C（32 °F）的冰上会导致其融化——这种效应称为凝固点降低。暴风雪过后，寒冷气候下的房主通常会在人行道和车道上撒盐以融化冰层。没有必要使用太多盐以使冰完全融化；相反，少量的盐会削弱冰，以便可以通过其他方式轻松去除。此外，许多城市会在暴风雪期间和之后在道路上撒上沙子和工業用盐的混合物，以提高摩擦力。使用盐水比散布干盐更有效，因为水分是凝固点降低工作所必需的，而湿盐能更好地粘在道路上。否则，盐会因車輛移動而被輪胎帶走。
在一些文化中，特别是在非洲和巴西，更喜欢用各种不同的岩盐来烹制不同的菜肴。通常避免使用纯盐，因为盐的特定颜色表明存在不同的杂质。许多食谱要求使用特定种类的岩盐，而进口纯盐通常会添加杂质以适应当地口味。从历史上说，盐在以物易物交易系统中被用作一种货币形式，并且完全由当局及其指定人员控制。在一些古代文明中，用盐渍土地的做法是为了使敌人征服的土地变得贫瘠和荒凉，这是一种统治或恶意行为。

## 圖集

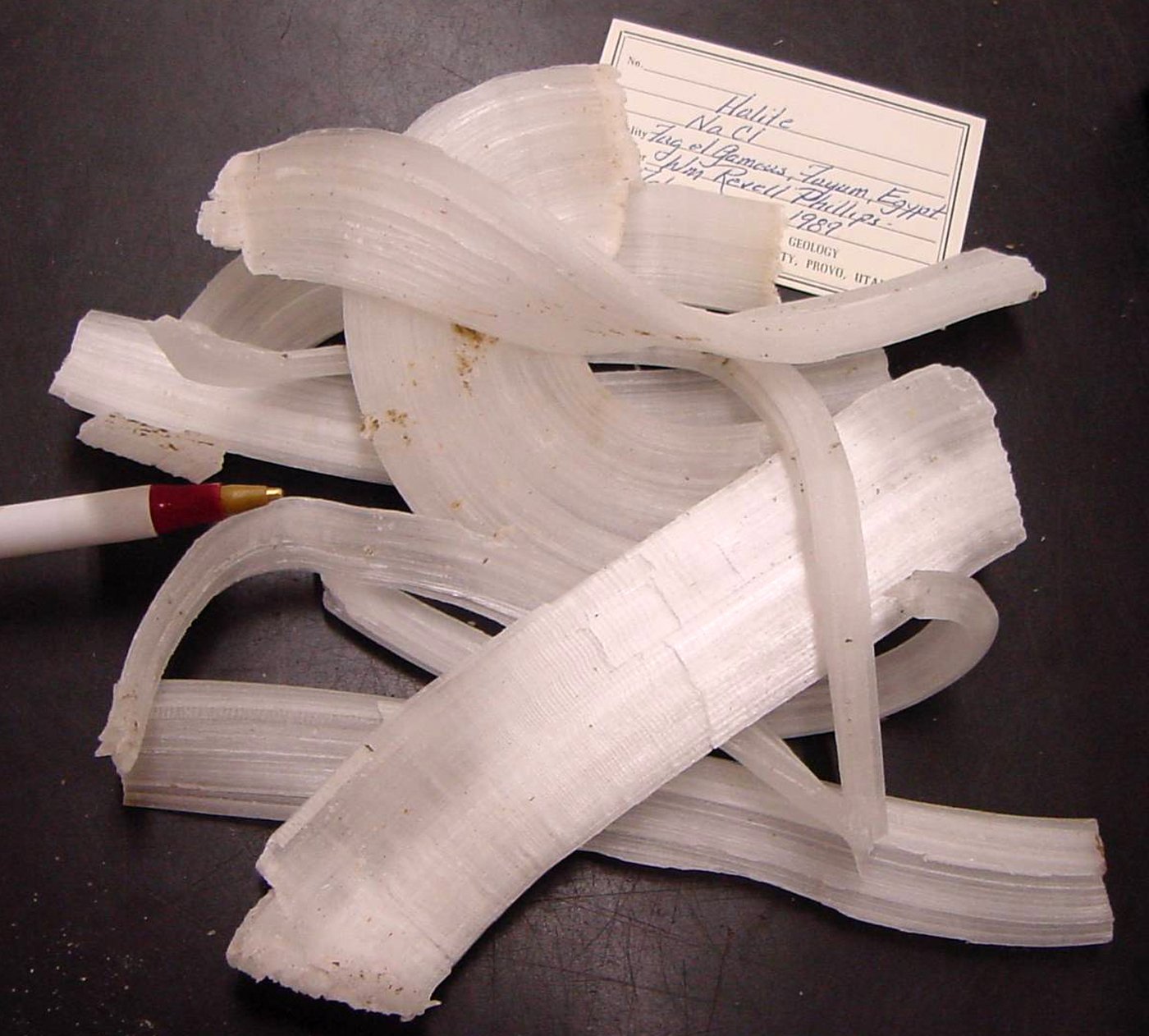
来自埃及法尤姆的不寻常的石盐晶体
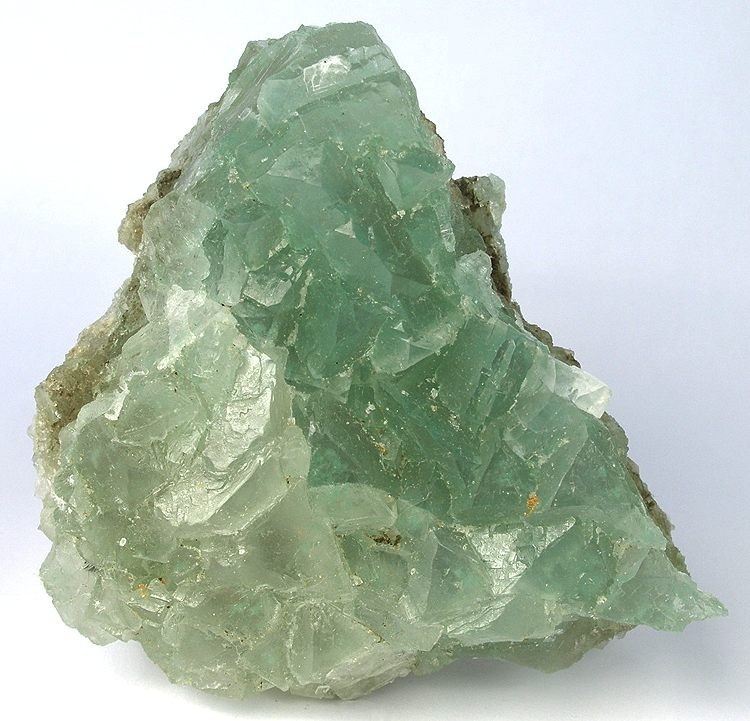
绿色且锋利的石盐晶体带有孔雀石内含物
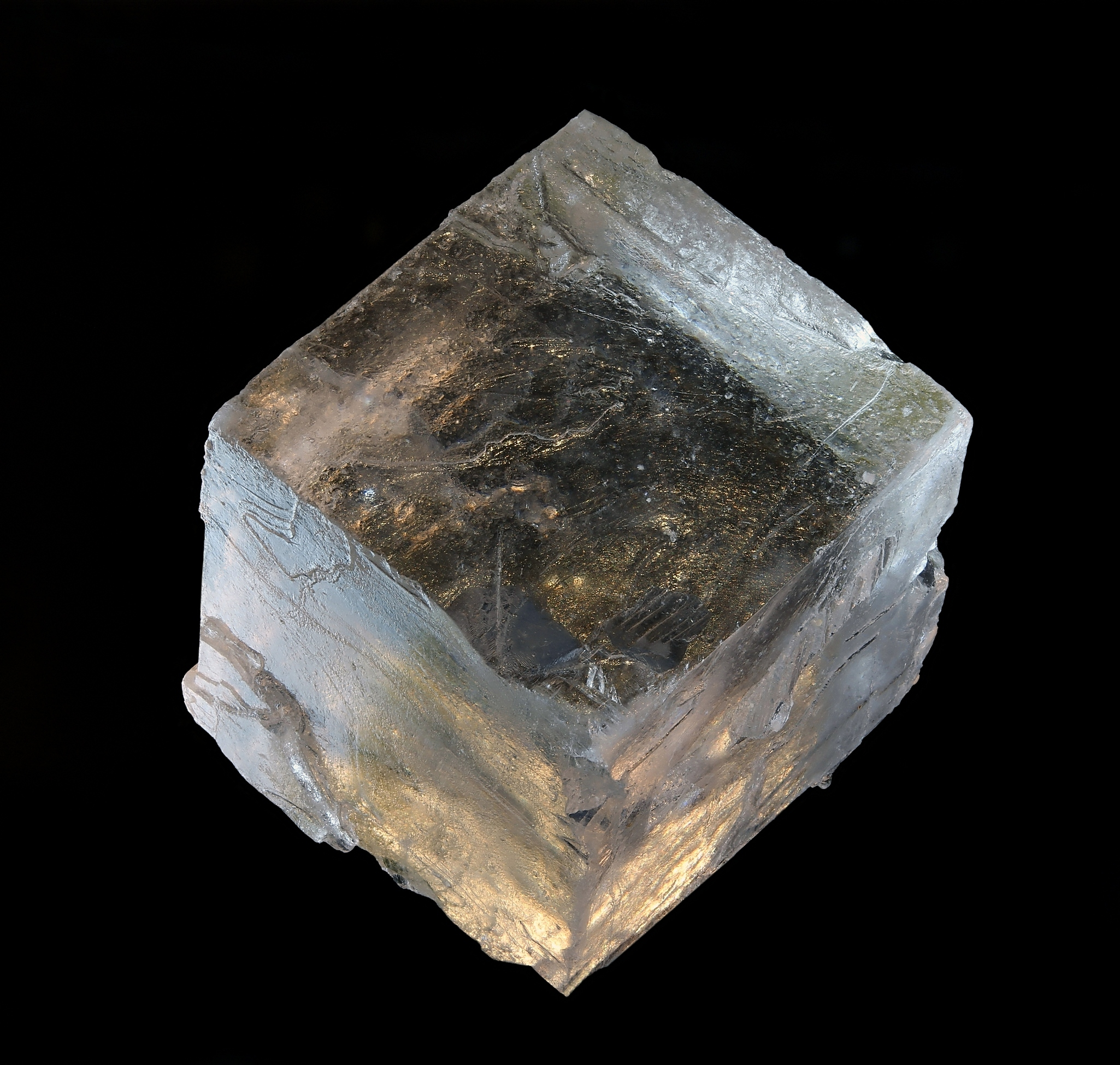
大型天然石盐晶体，呈立方晶型
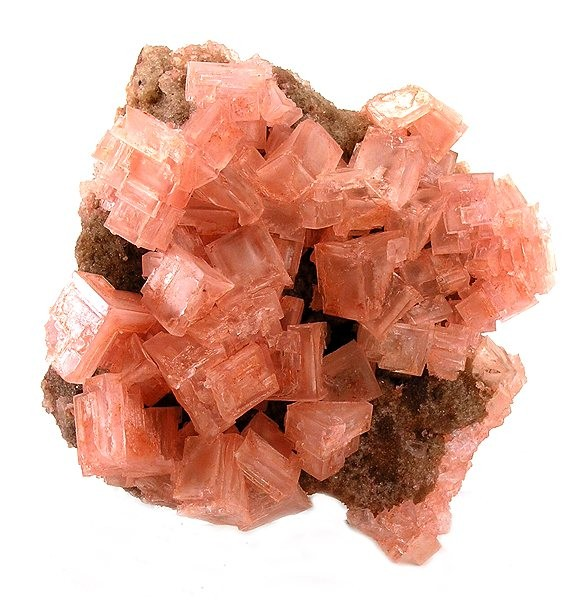
粉红色的石盐上覆盖着微小的重碳钠盐
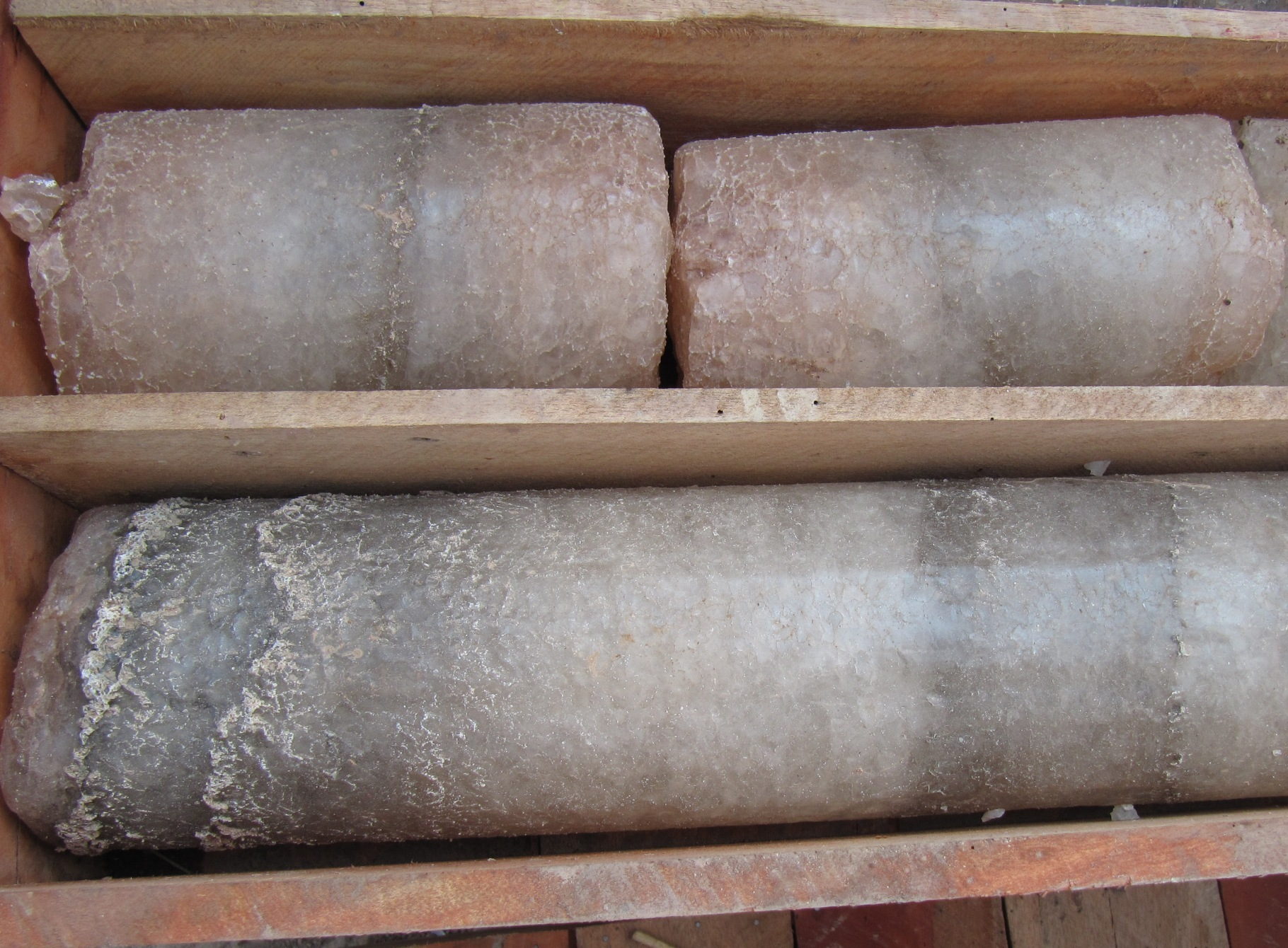
石盐钻孔样品，老挝

## 參见
- 犹太盐
- 盐构造